# Dolcan Ząbki w sezonie 2015/2016
Dolcan Ząbki w sezonie 2015/2016 przystąpił po raz 8. z rzędu, do rozgrywek pierwszoligowych. Sprawiło to, że zespół z podwarszawskiej miejscowości, zaraz po GKS-ie Katowice był najdłużej występującą bez przerwy drużyną na tym poziomie rozgrywkowym. W związku z instalacją sztucznego oświetlenia na stadionie w Ząbkach, do momentu ukończenia prac, Dolcan swoje mecze domowe rozgrywał na obiekcie w Pruszkowie. Wraz z 11. kolejką gier, 2 października, Dolcan Ząbki powrócił na swój stadion i rozegrał pierwszy, historyczny mecz przy świetle jupiterów. Przeciwnikiem w tym spotkaniu był Chrobry Głogów, a zawody obejrzała rekordowa liczba 1350 kibiców. Przed rozpoczęciem rundy wiosennej Dolcan Ząbki wycofał się z rozgrywek.

## Przygotowania do sezonu

### Runda jesienna
Podopieczni Dariusza Dźwigały rozpoczęli przedsezonowe przygotowania 24 czerwca od treningów na własnym obiekcie. W międzyczasie rozegrali pięć gier kontrolnych, m.in. z ekstraklasowym Górnikiem Łęczna czy Jagiellonią Białystok. Od 14 do 22 lipca zawodnicy Dolcanu przebywali na zgrupowaniu w Wałbrzychu. Początkowo mieli tam rozegrać cztery sparingi, ale zaplanowana na 22 lipca gra kontrolna z miejscowym Górnikiem nie doszła do skutku. Zakończeniem przygotowań był pierwszy poważniejszy sprawdzian w nowym sezonie – mecz Pucharu Polski. Na osiem sparingów, zespół z Ząbek wygrał aż pięć razy, a dwukrotnie remisował. Jedynym zespołem, któremu ulegli zawodnicy Dolcanu, była ekstraklasowa Jagiellonia Białystok. Najlepszym strzelcem zespołu w okresie przygotowawczym okazał się Daniel Gołębiewski, który występując w 7 spotkaniach zdobył 6 goli.

#### Mecze sparingowe
| 1 lipca 2015 | Górnik Łęczna            | 1:2   | Dolcan Ząbki                               |                                                        |
| 15:00        | Tomasz Nowak 54' (karny) | (0:2) | Michał Bajdur 9' · Damian Świerblewski 29' | Stadion Górnika Łęczna Sędzia: Jacek Małyszek (Lublin) |

| 4 lipca 2015 | Dolcan Ząbki                                                                   | 3:1   | Wisła Puławy           |                           |
| 11:00        | Aleksander Jagiełło 43' · Adrian Ligienza 61' (karny) · Mateusz Zambrowski 86' | (1:0) | Przemysław Kanarek 71' | Stadion Miejski w Kobyłce |
| 11:00        | Arkadiusz Maksymiuk                                                            | (1:0) |                        | Stadion Miejski w Kobyłce |

| 8 lipca 2015 | Dolcan Ząbki                                                      | 4:3 | Świt Nowy Dwór Mazowiecki             |                             |
| 11:00        | Paweł Tarnowski · Paweł Tarnowski · Daniel Gołębiewski · Nieznany |     | Jewhen Radionow · Nieznany · Nieznany | Boczne boisko AON Rembertów |

| 11 lipca 2015 | Dolcan Ząbki                                 | 2:2   | Ursus Warszawa                                 |                             |
| 11:00         | Jakub Cesarek 52' · Krystian Matuszewski 82' | (0:2) | Jakub Kabala 19' · Rafał Włodarczyk 82' (sam.) | Boczne boisku AON Rembertów |

| 11 lipca 2015 | Jagiellonia Białystok                          | 2:1   | Dolcan Ząbki         |                                                                |
| 19:00         | Przemysław Frankowski 9' · Łukasz Sekulski 48' | (1:0) | Marcin Krzywicki 75' | Stadion Miejski w Białymstoku Sędzia: Łukasz Kuźma (Białystok) |

| 15 lipca 2015 | Polonia-Stal Świdnica | 0:10 | Dolcan Ząbki |                                 |
| 16:30         |                       |      | Szymon Matuszek · Damian Kądzior · Damian Świerblewski · Daniel Gołębiewski · Daniel Gołębiewski · Daniel Gołębiewski · Antonio Calderón · Damian Jakubik · Michał Bajdur · Rafał Włodarczyk | Stadion 1000-lecia w Wałbrzychu |

| 18 lipca 2015 | Chrobry Głogów    | 1:1   | Dolcan Ząbki          |                                 |
| 11:15         | Maciej Górski 48' | (0:1) | Daniel Gołębiewski 5' | Stadion 1000-lecia w Wałbrzychu |

| 21 lipca 2015 | Zagłębie Lubin                        | 2:5   | Dolcan Ząbki |                         |
| 12:30         | Eryk Sobków 13' · Łukasz Janoszka 25' | (2:1) | Szymon Matuszek 43' · Daniel Gołębiewski 52' · Bartosz Osoliński 78' · Jakub Cesarek 85' · Damian Świerblewski 87' | Boczne boisko w Lubinie |

#### Strzelcy
4 goli
- Daniel Gołębiewski

 3 gole
- Damian Świerblewski

 2 gole
- Paweł Tarnowski
- Szymon Matuszek
- Jakub Cesarek

 1 gol
- Aleksander Jagiełło
- Adrian Ligienza
- Mateusz Zambrowski
- Krystian Matuszewski
- Marcin Krzywicki
- Damian Kądzior
- Paweł Tarnowski
- Antonio Calderón
- Damian Jakubik
- Rafał Włodarczyk
- Bartosz Osoliński

Przekreślono zawodników testowanych, którzy nie dołączyli do Dolcanu Ząbki.

### Runda wiosenna
14 stycznia 2016 roku, po zimowych urlopach, zawodnicy Dolcanu Ząbki powrócili do treningów. Pierwszego dnia zajęć podopieczni Dariusza Dźwigały przechodzili testy wydolnościowe na obiektach w Kobyłce. Zespół nie wyjechał na żadne zgrupowanie ze względu na niespodziewane problemy finansowe związane z upadłością banku, w którym zarząd klubu przechowywał oszczędności. Piłkarze, którzy zdecydowali się zostać z zespołem do końca, trenowali na obiektach klubowych oraz rozgrywali mecze kontrolne. 19 lutego 2016 roku zarząd ząbkowskiej drużyny ogłosił, że wszyscy piłkarze otrzymują wolną rękę w poszukiwaniu nowego pracodawcy. Odwołane zostały także pozostałe, z zaplanowanych meczów kontrolnych. 26 lutego do PZPN zostało wysłane pismo z informacją o wycofaniu się klubu z rozgrywek I. ligi. Dolcan został przesunięty z szóstego, na ostatnie, osiemnaste miejsce w tabeli, a wszystkie nierozegrane mecze zostały zweryfikowane jako walkower na niekorzyść Ząbkovii.

#### Mecze sparingowe
| 8 grudnia 2015 | Dolcan Ząbki                                                          | 3:0   | Legionovia Legionowo |                           |
| 12:00          | Krzysztof Możdżonek 21' · Damian Kądzior 44' · Daniel Gołębiewski 87' | (2:0) |                      | Stadion Miejski w Kobyłce |

| 23 stycznia 2016 | Ursus Warszawa      | 1:1   | Dolcan Ząbki          |                                   |
| 10:00            | Patryk Kamiński 26' | (1:1) | Daniel Gołębiewski 8' | Stadion RKS Ursus (boczne boisko) |

| 23 stycznia 2016 | Pogoń Siedlce         | 1:1   | Dolcan Ząbki      |                                   |
| 11:00            | Rafał Augustyniak 27' | (1:1) | Daniel Feruga 34' | Stadion RKS Ursus (boczne boisko) |

| 30 stycznia 2016 | Dolcan Ząbki                              | 2:1   | Wisła Płock   |                                           |
| 12:00            | Damian Kądzior 24' · Marcin Krzywicki 70' | (1:0) | Jakub Bąk 74' | Stadion Miejski w Kobyłce (boczne boisko) |

| 6 lutego 2016 | Victoria Sulejówek                            | 2:1   | Dolcan Ząbki |                                             |
| 10:00         | Bartosz Niksiński 24' · Bartosz Niksiński 25' | (2:1) | Nieznany     | Stadion Miejski w Sulejówku (boczne boisko) |

| 6 lutego 2016 | Dolcan Ząbki       | 1:0   | Broń Radom |                                             |
| 11:00         | Łukasz Krupnik 15' | (1:0) |            | Stadion Miejski w Sulejówku (boczne boisko) |

| 20 lutego 2016 | Dolcan Ząbki |  | Legionovia Legionowo |  |
|                |              |  |                      |  |

| 20 lutego 2016 | Dolcan Ząbki |  | Start Otwock |  |
|                |              |  |              |  |

| 28 lutego 2016 | Pogoń Siedlce |  | Dolcan Ząbki |                             |
|                |               |  |              | Stadion ROSRRiT w Siedlcach |

#### Strzelcy
2 gole
- Daniel Gołębiewski
- Damian Kądzior

 1 gol
- Daniel Feruga
- Łukasz Krupnik
- Marcin Krzywicki
- Krzysztof Możdżonek
- Sebastian Szerszeń

Aktualizacja: 8 lutego 2016 r.

## Transfery

### Letnie transfery
Latem w Dolcanie Ząbki doszło do bardzo dużych zmian kadrowych. Klub opuścili podstawowi zawodnicy tacy jak Rafał Leszczyński, Grzegorz Piesio, Mateusz Cichocki czy Rafał Grzelak. Zarząd zarejestrował do rozgrywek 11 nowych piłkarzy. Warto podkreślić, że Antonio Calderón, który dołączył do zespołu przed sezonem 2015/2016 jest pierwszym obcokrajowcem w szeregach Dolcanu od 5 lat. Ostatnim cudzoziemcem w Ząbkach był Nigeryjczyk Benjamin Imeh, z którym klub rozstał się w połowie 2010 roku.

#### Do klubu
| Nr | Pozycja | Zawodnik            | Przybył z                 |
| -- | ------- | ------------------- | ------------------------- |
| 15 | PO      | Antonio Calderón    | Lincoln Red Imps FC       |
| 17 | PO      | Jakub Cesarek       | Świt Nowy Dwór Mazowiecki |
| 3  | PO      | Daniel Feruga       | Miedź Legnica*            |
| 4  | PO      | Aleksander Jagiełło | Legia Warszawa*           |
|    | BR      | Daniel Karczewski   | Stal Kraśnik              |
|    | BR      | Jacek Kozaczyński   | Pogoń Siedlce             |
| 19 | NA      | Marcin Krzywicki    | Wisła Płock               |
| 13 | PO      | Adrian Ligienza     | Gullringens GoIF          |
| 21 | OB      | Piotr Petasz        | GKS Katowice              |
| 8  | PO      | Igor Sapała         | Bzura Chodaków            |
| 27 | OB      | Szymon Sawala       | GKS Bełchatów             |
| 5  | OB      | Mateusz Wieteska    | Legia Warszawa*           |

* wypożyczenie

#### Z klubu
| Nr | Pozycja | Zawodnik             | Odszedł do                  |
| -- | ------- | -------------------- | --------------------------- |
| 4  | NA      | Sebastian Bartlewski | Podbeskidzie Bielsko-Biała* |
| 10 | NA      | Tomasz Chałas        | Znicz Pruszków              |
| 16 | OB      | Mateusz Cichocki     | Legia Warszawa*             |
| 8  | OB      | Mateusz Długołęcki   | Piast Gliwice               |
|    | OB      | Przemysław Kanarek   | Wisła Puławy                |
| 1  | BR      | Rafał Leszczyński    | Piast Gliwice               |
| 17 | PO      | Adrian Łuszkiewicz   | Miedź Legnica*              |
| 27 | NA      | Patryk Mikita        | Legia Warszawa*             |
| 13 | PO      | Grzegorz Piesio      | Górnik Łęczna               |
| 21 | PO      | Bartosz Wiśniewski   | Znicz Pruszków              |
| 3  | OB      | Rafał Zembrowski     | Pogoń Siedlce               |

* koniec wypożyczenia

### Zimowe transfery
W związku z wycofaniem się Dolcanu Ząbki z rozgrywek I. ligi, zdecydowana większość zawodników opuściła podwarszawski zespół.

#### Z klubu
| Nr | Pozycja | Zawodnik             | Odszedł do                 |
| -- | ------- | -------------------- | -------------------------- |
|    | BR      | Jacek Kozaczyński    | Chełmianka Chełm           |
| 12 | BR      | Mateusz Kryczka      | Wisła Płock                |
| 85 | BR      | Maciej Humerski      | Zawisza Rzgów              |
| 5  | OB      | Mateusz Wieteska     | Legia II Warszawa          |
| 6  | OB      | Piotr Klepczarek     | Stomil Olsztyn             |
| 14 | OB      | Damian Jakubik       | Górnik Łęczna              |
| 18 | OB      | Kamil Wiktorski      | Legionovia Legionowo       |
|    | PO      | Krystian Matuszewski | Sparta Brodnica            |
| 2  | PO      | Rafał Włodarczyk     | Znicz Pruszków             |
| 3  | PO      | Daniel Feruga        | Chojniczanka Chojnice      |
| 7  | PO      | Michał Bajdur        | Zagłębie Sosnowiec         |
| 8  | PO      | Igor Sapała          | Piast Gliwice              |
| 9  | PO      | Paweł Tarnowski      | Podbeskidzie Bielsko-Biała |
| 11 | PO      | Damian Kądzior       | Wigry Suwałki              |
| 13 | PO      | Adrian Ligienza      | Broń Radom                 |
| 15 | PO      | Antonio Calderón     | Lincoln Red Imps FC        |
| 17 | PO      | Jakub Cesarek        | Pogoń Grodzisk Mazowiecki  |
| 20 | PO      | Bartosz Osoliński    | Pogoń Siedlce              |
| 23 | PO      | Szymon Matuszek      | Górnik Zabrze              |
| 24 | PO      | Damian Świerblewski  | Pogoń Siedlce              |
| 10 | NA      | Daniel Gołębiewski   | Pogoń Siedlce              |
| 19 | NA      | Marcin Krzywicki     | Chojniczanka Chojnice      |

## Sztab
Dane aktualne na 1 września 2015
| Pierwszy trener                 | Dariusz Dźwigała     |
| Asystent trenera                | Andrzej Wyroba       |
| Asystent trenera                | Przemysław Kostyk    |
| Trener bramkarzy                | Robert Mioduszewski  |
| Trener przygotowania fizycznego | Michał Garnys        |
| Kierownik drużyny               | Adam Wsół            |
| Lekarz                          | Jacek Mikołajuk      |
| Masażysta                       | Jarosław Frąckiewicz |

## Kadra

### Runda jesienna
Dane aktualne na 5 września 2015 r.
| Nr | Poz. | Piłkarz              |
| -- | ---- | -------------------- |
| 2  | PO   | Rafał Włodarczyk     |
| 3  | PO   | Daniel Feruga        |
| 4  | PO   | Aleksander Jagiełło  |
| 5  | OB   | Mateusz Wieteska     |
| 6  | OB   | Piotr Klepczarek (C) |
| 7  | PO   | Michał Bajdur        |
| 8  | PO   | Igor Sapała          |
| 9  | PO   | Paweł Tarnowski      |
| 10 | NA   | Daniel Gołębiewski   |
| 11 | PO   | Damian Kądzior       |
| 12 | BR   | Mateusz Kryczka      |
| 13 | PO   | Adrian Ligienza      |
| 14 | OB   | Damian Jakubik       |
| 15 | PO   | Antonio Calderón     |

| Nr | Poz. | Piłkarz              |
| -- | ---- | -------------------- |
| 17 | PO   | Jakub Cesarek        |
| 18 | OB   | Kamil Wiktorski      |
| 19 | NA   | Marcin Krzywicki     |
| 20 | PO   | Bartosz Osoliński    |
| 21 | OB   | Piotr Petasz         |
| 23 | PO   | Szymon Matuszek      |
| 24 | PO   | Damian Świerblewski  |
| 27 | PO   | Szymon Sawala        |
| 85 | BR   | Maciej Humerski      |
| -  | BR   | Daniel Karczewski    |
| -  | BR   | Jacek Kozaczyński    |
| -  | PO   | Krystian Matuszewski |

### Statystyki
Dane aktualne na 5 grudzień 2015
| Nr. | Poz. | Nar.      | Imię i nazwisko      | I. liga | I. liga | Puchar Polski | Puchar Polski | Razem   | Razem | Kartki                    | Kartki                 |
| Nr. | Poz. | Nar.      | Imię i nazwisko      | Występy | Gole    | Występy       | Gole          | Występy | Gole  | A yellow rectangular card | A red rectangular card |
| --- | ---- | --------- | -------------------- | ------- | ------- | ------------- | ------------- | ------- | ----- | ------------------------- | ---------------------- |
| 12  | BR   | Polska    | Mateusz Kryczka      | 18      | 0       | 2             | 0             | 20      | 0     | 0                         | 0                      |
| 85  | BR   | Polska    | Maciej Humerski      | 1       | 0       | 0             | 0             | 1       | 0     | 0                         | 0                      |
|     | BR   | Polska    | Daniel Karczewski    | 0       | 0       | 0             | 0             | 0       | 0     | 0                         | 0                      |
|     | BR   | Polska    | Jacek Kozaczyński    | 0       | 0       | 0             | 0             | 0       | 0     | 0                         | 0                      |
| 5   | OB   | Polska    | Mateusz Wieteska     | 8       | 1       | 0             | 0             | 8       | 1     | 0                         | 0                      |
| 6   | OB   | Polska    | Piotr Klepczarek     | 15      | 0       | 2             | 0             | 17      | 0     | 6                         | 1                      |
| 14  | OB   | Polska    | Damian Jakubik       | 16      | 1       | 2             | 0             | 18      | 1     | 7                         | 0                      |
| 18  | OB   | Polska    | Kamil Wiktorski      | 6       | 1       | 0             | 0             | 6       | 1     | 3                         | 1                      |
| 21  | OB   | Polska    | Piotr Petasz         | 17      | 0       | 2             | 0             | 19      | 0     | 6                         | 1                      |
| 27  | PO   | Polska    | Szymon Sawala        | 14      | 0       | 2             | 1             | 16      | 1     | 9                         | 0                      |
| 2   | PO   | Polska    | Rafał Włodarczyk     | 2       | 0       | 0             | 0             | 2       | 0     | 0                         | 0                      |
| 3   | PO   | Polska    | Daniel Feruga        | 11      | 0       | 0             | 0             | 11      | 0     | 0                         | 0                      |
| 4   | PO   | Polska    | Aleksander Jagiełło  | 11      | 1       | 2             | 0             | 13      | 1     | 0                         | 0                      |
| 7   | PO   | Polska    | Michał Bajdur        | 12      | 3       | 2             | 0             | 14      | 3     | 0                         | 0                      |
| 8   | PO   | Polska    | Igor Sapała          | 14      | 1       | 0             | 0             | 14      | 1     | 2                         | 0                      |
| 9   | PO   | Polska    | Paweł Tarnowski      | 18      | 3       | 2             | 0             | 20      | 3     | 1                         | 0                      |
| 11  | PO   | Polska    | Damian Kądzior       | 17      | 5       | 2             | 1             | 19      | 5     | 2                         | 0                      |
| 13  | PO   | Polska    | Adrian Ligienza      | 2       | 0       | 0             | 0             | 2       | 0     | 0                         | 0                      |
| 15  | PO   | Hiszpania | Antonio Calderón     | 13      | 2       | 1             | 0             | 14      | 2     | 1                         | 0                      |
| 17  | PO   | Polska    | Jakub Cesarek        | 1       | 0       | 0             | 0             | 1       | 0     | 0                         | 0                      |
| 20  | PO   | Polska    | Bartosz Osoliński    | 9       | 1       | 1             | 0             | 10      | 1     | 1                         | 0                      |
| 23  | PO   | Polska    | Szymon Matuszek      | 16      | 1       | 2             | 3             | 18      | 4     | 6                         | 2                      |
| 24  | PO   | Polska    | Damian Świerblewski  | 17      | 5       | 2             | 1             | 19      | 6     | 5                         | 1                      |
|     | PO   | Polska    | Krystian Matuszewski | 0       | 0       | 0             | 0             | 0       | 0     | 0                         | 0                      |
| 10  | NA   | Polska    | Daniel Gołębiewski   | 14      | 7       | 2             | 0             | 16      | 7     | 5                         | 0                      |
| 19  | NA   | Polska    | Marcin Krzywicki     | 11      | 5       | 2             | 0             | 13      | 5     | 0                         | 0                      |

## Puchar Polski
Tuż po zgrupowaniu w Wałbrzychu, piłkarze ząbkowskiego klubu przystąpili do walki o Puchar Polski. W losowaniu, które odbyło się 17 czerwca 2015 roku w siedzibie PZPN, podopieczni Dariusza Dźwigały w ramach I rundy tych rozgrywek trafili na zwycięzcę meczu Energetyk ROW Rybnik – MKS Kluczbork. Lepszy okazał się II-ligowiec i to z nim zagrał Dolcan. Zespół spod Warszawy nie miał większych problemów z niżej notowanym rywalem i pewnie zwyciężył 4:0. W 1/16 finału, "Ząbkovia" podejmowała na własnym boisku ekstraklasową Cracovię. Mecz odbył się w Ząbkach, ponieważ w zmaganiach o Puchar Polski obowiązują inne wymogi infrastrukturalne niż w I. lidze, jednak ze względu na instalację oświetlenie, nie było możliwości, aby mecz obejrzeli kibice zespołu gości. Po bardzo ciekawym i wyrównanym spotkaniu zawodnicy Dariusza Dźwigały musieli uznać wyższość przyjezdnych, przegrywając 2:3. Warto odnotować, że dwa gole na wagę awansu dla Cracovii zdobył były piłkarz ząbkowskiej drużyny – Dariusz Zjawiński. Na tym etapie Dolcan zakończył swoją przygodę z Pucharem Polski w sezonie 2015/2016. Najlepszym strzelcem podwarszawskiego klubu w tych rozgrywkach okazał się być Szymon Matuszek, który w dwóch meczach zdobył trzy bramki.

### Wyniki
I runda
| 25 lipca 2015 | Energetyk ROW Rybnik                            | 0:4   | Dolcan Ząbki                                                                       |                                                                         |
| 19:00         |                                                 | (0:2) | Szymon Matuszek 24' · Szymon Sawala 28' · Damian Kądzior 75' · Szymon Matuszek 84' | Stadion Miejski w Rybniku Widzów: 500 Sędzia: Robert Marciniak (Kraków) |
| 19:00         | Marcin Grolik · Marek Krotofil · Paweł Mandrysz | (0:2) | Daniel Gołębiewski · Piotr Klepczarek · Szymon Sawala                              | Stadion Miejski w Rybniku Widzów: 500 Sędzia: Robert Marciniak (Kraków) |

1/16 finału
| 11 sierpnia 2015 | Dolcan Ząbki                                 | 2:3   | Cracovia                                                                              |                                                       |
| 17:00            | Damian Świerblewski 2' · Szymon Matuszek 26' | (2:1) | Bartosz Kapustka 1' · Dariusz Zjawiński 47' · Dariusz Zjawiński 67'                   | Dolcan Arena Widzów: 450 Sędzia: Piotr Idzik (Poznań) |
| 17:00            | Piotr Petasz                                 | (2:1) | Marcin Budziński · Deleu · Mateusz Cetnarski · Hubert Wołąkiewicz · Dariusz Zjawiński | Dolcan Arena Widzów: 450 Sędzia: Piotr Idzik (Poznań) |

### Strzelcy
3 gole
- Szymon Matuszek

 1 gol
- Damian Kądzior
- Szymon Sawala
- Damian Świerblewski

### Kartki
1 czerwona kartka
- Piotr Petasz (za dwie żółte)

 2 żółte kartki
- Piotr Petasz

 1 żółta kartka
- Daniel Gołębiewski
- Piotr Klepczarek
- Szymon Sawala

## I. liga

### Pozycje w tabeli
| Kolejka: | 1 | 2 | 3 | 4  | 5  | 6 | 7 | 8 | 9 | 10 | 11 | 12 | 13 | 14 | 15 | 16 | 17 | 18 | 19 | 20 | 21 | 22 | 23 | 24 | 25 | 26 | 27 | 28 | 29 | 30 | 31 | 32 | 33 | 34 |
| Pozycja: | 1 | 1 | 5 | 12 | 11 | 8 | 3 | 1 | 1 | 1  | 2  | 1  | 3  | 5  | 3  | 5  | 5  | 3  | 6  | 18 | 18 | 18 | 18 | 18 | 18 | 18 | 18 | 18 | 18 | 18 | 18 | 18 | 18 | 18 |

| Awans     |
| Bez zmian |
| Spadek    |

### Terminarz
Runda jesienna
| 1 sierpnia 2015 | Pogoń Siedlce     | 0:4   | Dolcan Ząbki                                                                           |                                                                        |
| 17:00           |                   | (0:3) | Michał Bajdur 24' · Bartosz Osoliński 37' · Michał Bajdur 44' · Daniel Gołębiewski 85' | Stadion Znicza Pruszków Widzów: 310 Sędzia: Sebastian Jarzębak (Bytom) |
| 17:00           | Marcin Paczkowski | (0:3) | Damian Jakubik · Szymon Sawala · Igor Sapała                                           | Stadion Znicza Pruszków Widzów: 310 Sędzia: Sebastian Jarzębak (Bytom) |

| 8 sierpnia 2015 | Miedź Legnica                                                         | 1:1   | Dolcan Ząbki                                                         |                                                                           |
| 20:00           | Błażej Telichowski 32'                                                | (1:0) | Aleksander Jagiełło 68'                                              | Stadion Miejski w Legnicy Widzów: 1 498 Sędzia: Robert Marciniak (Kraków) |
| 20:00           | Adrian Łuszkiewicz · Marek Gancarczyk · Marcin Garuch · Tadas Labukas | (1:0) | Damian Jakubik · Szymon Sawala · Szymon Matuszek · Bartosz Osoliński | Stadion Miejski w Legnicy Widzów: 1 498 Sędzia: Robert Marciniak (Kraków) |

| 15 sierpnia 2015 | GKS Bełchatów                                                                  | 1:1   | Dolcan Ząbki                   |                                                             |
| 20:00            | Hieronim Gierszewski 45'                                                       | (1:0) | Marcin Krzywicki 64'           | GIEKSA Arena Widzów: 1 427 Sędzia: Tomasz Marciniak (Płock) |
| 20:00            | Seweryn Michalski · Václav Cverna · Lukáš Kubáň · Patryk Rachwał · Marcin Flis | (1:0) | Damian Jakubik · Szymon Sawala | GIEKSA Arena Widzów: 1 427 Sędzia: Tomasz Marciniak (Płock) |

| 22 sierpnia 2015 | Sandecja Nowy Sącz                                                       | 3:2   | Dolcan Ząbki                                        |                                                                                         |
| 18:00            | Arkadiusz Aleksander 13' · Bartłomiej Dudzic 66' · Bartłomiej Dudzic 68' | (1:1) | Paweł Tarnowski 19' (karny) · Damian Kądzior 52'    | Stadion im. Ojca Władysława Augustynka Widzów: 1 500 Sędzia: Mateusz Złotnicki (Lublin) |
| 18:00            | Grzegorz Baran · Bartłomiej Dudzic                                       | (1:1) | Damian Jakubik · Piotr Petasz · Damian Świerblewski | Stadion im. Ojca Władysława Augustynka Widzów: 1 500 Sędzia: Mateusz Złotnicki (Lublin) |

| 26 sierpnia 2015 | Olimpia Grudziądz                                         | 1:1   | Dolcan Ząbki           |                                                                            |
| 19:00            | Donald Djoussé 52'                                        | (0:0) | Daniel Gołębiewski 77' | Stadion Miejski w Grudziądzu Widzów: 800 Sędzia: Wojciech Krztoń (Olsztyn) |
| 19:00            | Michal Piter-Bučko · Adam Cieśliński · Tomasz Lewandowski | (0:0) | Piotr Klepczarek       | Stadion Miejski w Grudziądzu Widzów: 800 Sędzia: Wojciech Krztoń (Olsztyn) |

| 29 sierpnia 2015 | Dolcan Ząbki                                            | 1:0   | Rozwój Katowice                  |                                                                                 |
| 18:00            | Daniel Gołębiewski 56'                                  | (0:0) |                                  | Stadion Znicza Pruszków Widzów: 190 Sędzia: Artur Aluszyk (Gorzów Wielkopolski) |
| 18:00            | Daniel Gołębiewski · Szymon Matuszek · Piotr Klepczarek | (0:0) | Sebastian Gielza · Raúl González | Stadion Znicza Pruszków Widzów: 190 Sędzia: Artur Aluszyk (Gorzów Wielkopolski) |

| 5 września 2015 | Bytovia Bytów                            | 1:4   | Dolcan Ząbki                                                                                        |                                                                         |
| 18:00           | Krzysztof Bąk 79'                        | (0:1) | Daniel Gołębiewski 29' · Damian Świerblewski 57' · Daniel Gołębiewski 61' · Damian Świerblewski 73' | Stadion MOSiR w Bytowie Widzów: 1 305 Sędzia: Wojciech Krztoń (Olsztyn) |
| 18:00           | Mateusz Klichowicz · Bartłomiej Poczobut | (0:1) | Daniel Gołębiewski · Damian Świerblewski · Igor Sapała                                              | Stadion MOSiR w Bytowie Widzów: 1 305 Sędzia: Wojciech Krztoń (Olsztyn) |

| 12 września 2015 | Dolcan Ząbki         | 1:0   | Stomil Olsztyn |                                                                           |
| 16:00            | Antonio Calderón 83' | (0:0) |                | Stadion Znicza Pruszków Widzów: 290 Sędzia: Mariusz Złotek (Stalowa Wola) |

| 20 września 2015 | Chojniczanka Chojnice                    | 1:1   | Dolcan Ząbki            |                                                                                        |
| 19:00            | Bartłomiej Niedziela 68'                 | (0:0) | Damian Świerblewski 84' | Stadion Miejski Chojniczanka 1930 Widzów: 1 000 Sędzia: Marcin Szczerbowicz (Olsztyn). |
| 19:00            | Bartłomiej Niedziela · Wojciech Lisowski | (0:0) | Piotr Klepczarek        | Stadion Miejski Chojniczanka 1930 Widzów: 1 000 Sędzia: Marcin Szczerbowicz (Olsztyn). |

| 27 września 2015 | Wigry Suwałki                         | 0:1   | Dolcan Ząbki                       |                                                                            |
| 12:45            |                                       | (0:1) | Damian Kądzior 64'                 | Stadion Miejski w Suwałkach Widzów: 1 600 Sędzia: Tomasz Radkiewicz (Łódź) |
| 12:45            | Adrian Karankiewicz · Dawit Makaradze | (0:1) | Piotr Petasz · Damian Świerblewski | Stadion Miejski w Suwałkach Widzów: 1 600 Sędzia: Tomasz Radkiewicz (Łódź) |

| 2 października 2015 | Dolcan Ząbki                      | 1:1   | Chrobry Głogów                                                                     |                                                       |
| 18:00               | Paweł Tarnowski 38' (karny)       | (1:1) | Wołodymyr Hudyma 18' (karny)                                                       | Dolcan Arena Widzów: 1 350 Sędzia: Paweł Pskit (Łódź) |
| 18:00               | Damian Kądzior · Piotr Klepczarek | (1:1) | Damian Byrtek · Michał Michalec · Adam Samiec · Szymon Drewniak · Michał Bednarski | Dolcan Arena Widzów: 1 350 Sędzia: Paweł Pskit (Łódź) |

| 11 października 2015 | Zawisza Bydgoszcz                                                  | 0:3   | Dolcan Ząbki                                                        |                                                                                        |
| 15:00                |                                                                    | (0:2) | Paweł Tarnowski 36' · Damian Świerblewski 38' · Szymon Matuszek 87' | Stadion im. Zdzisława Krzyszkowiaka Widzów: 2 483 Sędzia: Jarosław Przybył (Kluczbork) |
| 15:00                | Kamil Drygas · Szymon Lewicki · Piotr Stawarczyk · Tomasz Wełnicki | (0:2) | Damian Kądzior · Kamil Wiktorski                                    | Stadion im. Zdzisława Krzyszkowiaka Widzów: 2 483 Sędzia: Jarosław Przybył (Kluczbork) |

| 17 października 2015 | Dolcan Ząbki                                             | 0:1   | Wisła Płock                                                              |                                                             |
| 18:00                | Paweł Tarnowski                                          | (0:0) | Piotr Darmochwał 53'                                                     | Dolcan Arena Widzów: 907 Sędzia: Łukasz Bednarek (Koszalin) |
| 18:00                | Daniel Gołębiewski · Szymon Sawala · Damian Świerblewski | (0:0) | Seweryn Kiełpin · Maciej Kostrzewa · Przemysław Szymiński · Piotr Wlazło | Dolcan Arena Widzów: 907 Sędzia: Łukasz Bednarek (Koszalin) |

| 25 października 2015 | GKS Katowice                                | 2:0   | Dolcan Ząbki                                    |                                                                                         |
| 12:45                | Grzegorz Goncerz 17' · Grzegorz Goncerz 69' | (1:0) |                                                 | Stadion GKS Katowice Widzów: bez udziału publiczności Sędzia: Marek Opaliński (Legnica) |
| 12:45                | Adrian Frańczak · Mateusz Kamiński          | (1:0) | Antonio Calderón · Piotr Petasz · Szymon Sawala | Stadion GKS Katowice Widzów: bez udziału publiczności Sędzia: Marek Opaliński (Legnica) |

| 31 października 2015 | Dolcan Ząbki                                                                      | 4:1   | Zagłębie Sosnowiec         |                                             |
| 14:00                | Marcin Krzywicki 20' · Igor Sapała 22' · Marcin Krzywicki 55' · Michał Bajdur 57' | (2:0) | Szymon Matuszek 67' (sam.) | Dolcan Arena Sędzia: Tomasz Musiał (Kraków) |

| 7 listopada 2015 | Arka Gdynia                                                      | 3:2   | Dolcan Ząbki                                      |                                                           |
| 17:30            | Michał Nalepa 43' · Antoni Łukasiewicz 59' · Rafał Siemaszko 79' | (0:2) | Marcin Krzywicki 12' · Marcin Krzywicki 24'       | Stadion GOSiR Widzów: 3 173 Sędzia: Tomasz Wajda (Żywiec) |
| 17:30            | Paweł Abbott · Tadeusz Socha                                     | (0:2) | Damian Jakubik · Piotr Klepczarek · Szymon Sawala | Stadion GOSiR Widzów: 3 173 Sędzia: Tomasz Wajda (Żywiec) |

| 14 listopada 2015 | Dolcan Ząbki                                        | 1:1   | MKS Kluczbork      |                                                              |
| 14:00             | Antonio Calderón 33' (karny)                        | (1:1) | Marcin Nowacki 29' | Dolcan Arena Widzów: 300 Sędzia: Dominik Sulikowski (Gdańsk) |
| 14:00             | Damian Jakubik · Szymon Matuszek · Piotr Klepczarek | (1:1) | Grzegorz Wnuk      | Dolcan Arena Widzów: 300 Sędzia: Dominik Sulikowski (Gdańsk) |

| 20 listopada 2015 | Dolcan Ząbki | 6:1   | Pogoń Siedlce                                      |                                                 |
| 18:00             | Kamil Wiktorski 43' · Damian Kądzior 46' · Daniel Gołębiewski 68' · Damian Jakubik 70' · Daniel Gołębiewski 79' · Damian Świerblewski 85' | (1:1) | Mariusz Rybicki 22'                                | Dolcan Arena Sędzia: Sebastian Jarzębak (Bytom) |
| 18:00             | Daniel Gołębiewski · Damian Jakubik · Szymon Sawala                                                                                       | (1:1) | Daniel Chyła · Mariusz Rybicki · Konrad Wrzesiński | Dolcan Arena Sędzia: Sebastian Jarzębak (Bytom) |

| 28 listopada 2015 | Dolcan Ząbki                                                  | 3:4   | Miedź Legnica                                                                       |                                                           |
| 13:00             | Damian Kądzior 6' · Mateusz Wieteska 47' · Damian Kądzior 76' | (1:2) | Tadas Labukas 2' · Tadas Labukas 10' · Łukasz Garguła 71' (karny) · Keon Daniel 88' | Dolcan Arena Widzów: 270 Sędzia: Artur Aluszyk (Szczecin) |
| 13:00             | Szymon Matuszek · Paweł Tarnowski · Kamil Wiktorski           | (1:2) | Adrian Cierpka · Grzegorz Bartczak · Wojciech Łobodziński · Dawid Smug              | Dolcan Arena Widzów: 270 Sędzia: Artur Aluszyk (Szczecin) |

Runda wiosenna
|  | Dolcan Ząbki | 0:3 (wo.) | GKS Bełchatów |              |
|  |              |           |               | Dolcan Arena |

|  | Dolcan Ząbki | 0:3 (wo.) | Sandecja Nowy Sącz |              |
|  |              |           |                    | Dolcan Arena |

|  | Dolcan Ząbki | 0:3 (wo.) | Olimpia Grudziądz |              |
|  |              |           |                   | Dolcan Arena |

|  | Rozwój Katowice | 3:0 (wo.) | Dolcan Ząbki |                              |
|  |                 |           |              | Stadion Rozwoju w Katowicach |

|  | Dolcan Ząbki | 0:3 (wo.) | Bytovia Bytów |              |
|  |              |           |               | Dolcan Arena |

|  | Stomil Olsztyn | 3:0 (wo.) | Dolcan Ząbki |                          |
|  |                |           |              | Stadion OSiR w Olsztynie |

|  | Dolcan Ząbki | 0:3 (wo.) | Chojniczanka Chojnice |              |
|  |              |           |                       | Dolcan Arena |

|  | Dolcan Ząbki | 0:3 (wo.) | Wigry Suwałki |              |
|  |              |           |               | Dolcan Arena |

|  | Chrobry Głogów | 3:0 (wo.) | Dolcan Ząbki |                          |
|  |                |           |              | Stadion Chrobrego Głogów |

|  | Dolcan Ząbki | 0:3 (wo.) | Zawisza Bydgoszcz |              |
|  |              |           |                   | Dolcan Arena |

|  | Wisła Płock | 3:0 (wo.) | Dolcan Ząbki |                                  |
|  |             |           |              | Stadion im. Kazimierza Górskiego |

|  | Dolcan Ząbki | 0:3 (wo.) | GKS Katowice |              |
|  |              |           |              | Dolcan Arena |

|  | Zagłębie Sosnowiec | 3:0 (wo.) | Dolcan Ząbki |                |
|  |                    |           |              | Stadion Ludowy |

|  | Dolcan Ząbki | 0:3 (wo.) | Arka Gdynia |              |
|  |              |           |             | Dolcan Arena |

|  | MKS Kluczbork | 3:0 (wo.) | Dolcan Ząbki |                              |
|  |               |           |              | Stadion Miejski w Kluczborku |

### Strzelcy
7 goli
- Daniel Gołębiewski

 5 goli
- Damian Kądzior
- Marcin Krzywicki
- Damian Świerblewski

 3 gole
- Michał Bajdur
- Paweł Tarnowski

 2 gole
- Antonio Calderón

 1 gol
- Damian Jakubik
- Aleksander Jagiełło
- Szymon Matuszek
- Bartosz Osoliński
- Igor Sapała
- Mateusz Wieteska
- Kamil Wiktorski

 1 gol samobójczy
- Szymon Matuszek

### Kartki
2 czerwone kartki
- Szymon Matuszek (za dwie żółte)

 1 czerwona kartka
- Piotr Klepczarek (za faul)
- Damian Świerblewski (za dwie żółte)
- Kamil Wiktorski (za dwie żółte)

 7 żółtych kartek
- Damian Jakubik
- Szymon Sawala

 6 żółtych kartek
- Szymon Matuszek

 5 żółtych kartek
- Piotr Klepczarek
- Damian Świerblewski

 4 żółte kartki
- Daniel Gołębiewski
- Piotr Petasz

 3 żółte kartki
- Kamil Wiktorski

 2 żółte kartki
- Damian Kądzior
- Igor Sapała

 1 żółta kartka
- Antonio Calderón
- Bartosz Osoliński
- Paweł Tarnowski

Aktualizacja: 5 grudzień 2015 r.